# Marchegg (Herrschaft)

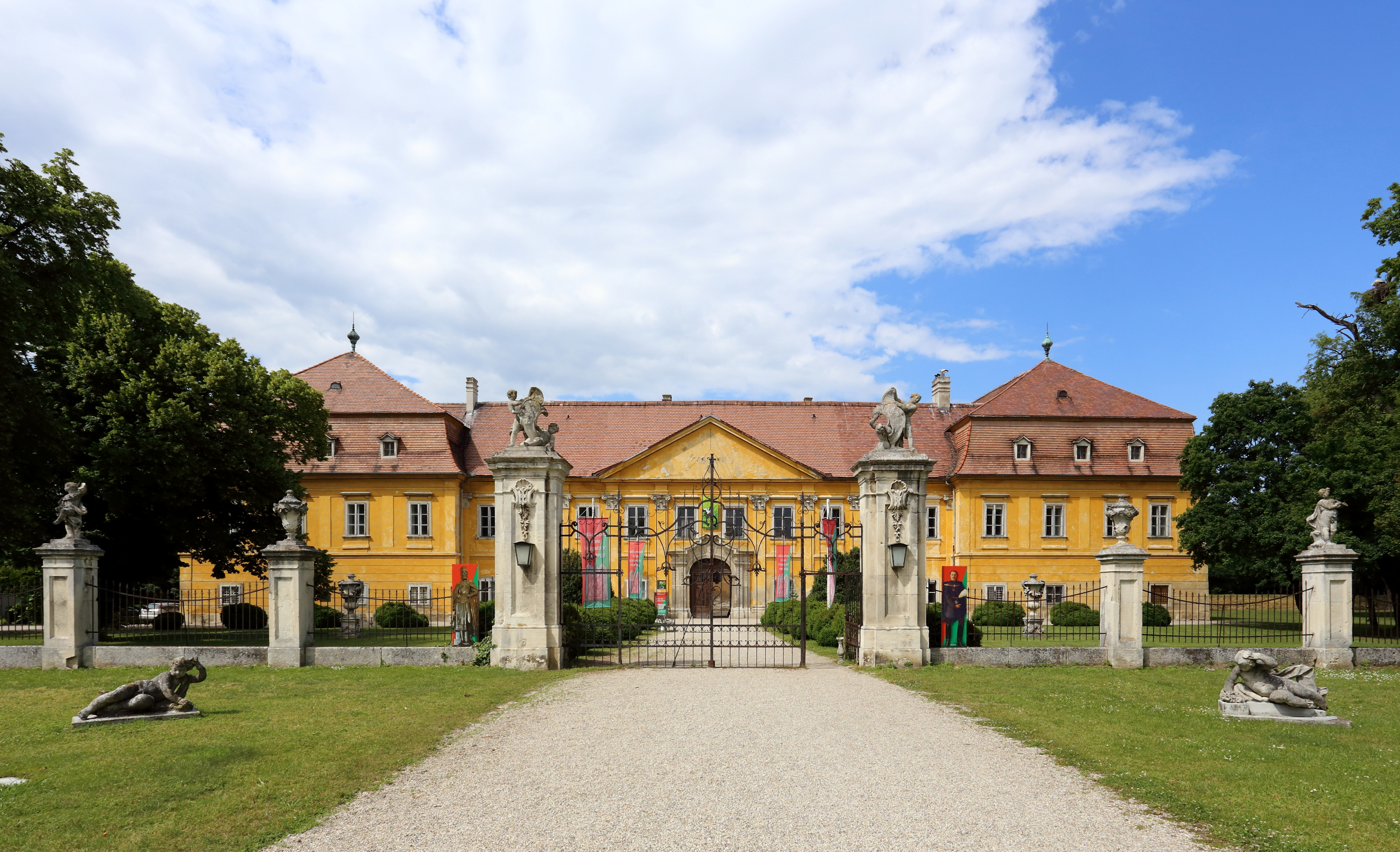
Schloss Marchegg, Sitz der Verwaltung (2014)

Die Herrschaft Marchegg war eine Grundherrschaft im Viertel unter dem Manhartsberg im Erzherzogtum Österreich unter der Enns, dem heutigen Niederösterreich.

## Ausdehnung
Die Herrschaft, zu der auch das Gut Baumgarten zählte, umfasste zuletzt die Ortsobrigkeit über Marchegg, Salmhof, Aspenhof, Breitensee, Baumgarten und Zwerndorf. Der Sitz der Verwaltung befand sich im Schloss Marchegg.

## Geschichte
Letzter Inhaber der Herrschaft war Anton Karl (bzw. Antal Karoly) Fürst Pálffy von Erdőd (1793–1879), der die Herrschaft nach den Reformen 1848/1849 auflöste.